# 3人のアンヌ
『3人のアンヌ』（さんにんのアンヌ、다른 나라에서）は、ホン・サンス監督・脚本による2012年の韓国のドラマ映画である。

## 概要
ホン・サンスとイザベル・ユペールがタッグを組んだ恋愛映画。第65回カンヌ国際映画祭ではコンペティション部門に出品され、パルム・ドールを争った。

## キャスト
- イザベル・ユペール
- ユ・ジュンサン
- チョン・ユミ
- ユン・ヨジョン
- ムン・ソリ
- クォン・ヘヒョ
- ムン・ソングン